# Chronologie
Chronologie este un album de Jean Michel Jarre publicat în 1993. Este dedicat cărții Scurtă istorie a timpului a lui Stephen Hawking.

## Listă de piese
1. "Chronologie Part 1" – 10:51
2. "Chronologie Part 2" – 6:05
3. "Chronologie Part 3" – 3:59
4. "Chronologie Part 4" – 3:59
5. "Chronologie Part 5" – 5:34
6. "Chronologie Part 6" – 3:45
7. "Chronologie Part 7" – 2:17
8. "Chronologie Part 8" – 5:33